# Атамановский сельсовет (Красноярский край)
Атама́новский сельсове́т — муниципальное образование со статусом сельского поселения в Сухобузимском районе Красноярского края России.
Административный центр — село Атаманово.

## Население
| 2010 | 2012  | 2013  | 2014  | 2015  | 2016  | 2017  |
| ---- | ----- | ----- | ----- | ----- | ----- | ----- |
| 3063 | ↘2955 | ↘2869 | ↘2766 | ↘2726 | ↗2763 | ↗2837 |

## Состав сельского поселения
| Название      | Статус  | Население | Расстояние от районного центра, км | Расстояние от центра сельского поселения, км | ОКТМО          | Координаты                      |
| ------------- | ------- | --------- | ---------------------------------- | -------------------------------------------- | -------------- | ------------------------------- |
| Атаманово     | село    | 1968      | 28                                 | адм. центр                                   | 04 651 402 101 | 56°24′00″ с. ш. 93°37′50″ в. д. |
| Большие Пруды | посёлок | 401       | 26                                 | 12                                           | 04 651 402 106 | 56°23′38″ с. ш. 93°27′07″ в. д. |
| Исток         | посёлок | 213       | 59                                 | 31                                           | 04 651 402 111 | 56°36′20″ с. ш. 93°42′15″ в. д. |
| Мингуль       | посёлок | 481       | 13                                 | 15                                           | 04 651 402 116 | 56°27′26″ с. ш. 93°29′10″ в. д. |

## Местное самоуправление
Глава муниципального образования — Мельников Владимир Александрович, избран 14 марта 2010 года, срок полномочий — 5 лет. Адрес администрации: 663043, Сухобузимский район, с. Атаманово, ул. Октябрьская, 31-а;
телефон: +7 (39199) 3-64-84.